# Torneo de Bad Gastein 2014
El Gastein Ladies 2014 es un torneo profesional de tenis jugado en canchas de arcilla. Se trata de la séptima edición del torneo que forma parte de la WTA Tour 2014. Se llevará a cabo en Bad Gastein, Austria entre el 07 y el 13 de julio de 2014.

## Cabeza de serie

### Individual femenino
| Tenista              | Ranking | Preclasificada |
| Flavia Pennetta      | 12      | 1              |
| Sara Errani          | 14      | 2              |
| Carla Suárez Navarro | 15      | 3              |
| Andrea Petkovic      | 20      | 4              |
| Lucie Šafářová       | 23      | 5              |
| Elina Svitolina      | 35      | 6              |
| Yvonne Meusburger    | 38      | 7              |
| Camila Giorgi        | 39      | 8              |

### Dobles femenino
| Tenista                                | Ranking | Preclasificada |
| Julia Görges Flavia Pennetta           | 57      | 1              |
| Karolína Plíšková Kristýna Plíšková    | 131     | 2              |
| Gabriela Dabrowski Alicja Rosolska     | 135     | 3              |
| Kristina Barrois Eleni Daniilidou      | 148     | 4              |
| Andreja Klepač María Teresa Torró Flor | 218     | 5              |

## Campeonas

### Individual Femenino
Andrea Petkovic venció a  Shelby Rogers por 6-3, 6-3

### Dobles Femenino
Karolína Plíšková /  Kristýna Plíšková vencieron a  Andreja Klepač /  María Teresa Torró Flor por 4-6, 6-3, [10-6]